# 王榮 (唐朝)
王榮（751年—807年11月24日），字榮與，太原人，唐朝军事人物。初為禁軍中下層武官，因戰功升至右清道率府率，因參與平定朱泚之亂，被封為武威郡王。

## 生平
王榮自称出自太原王氏，自稱是曹魏征南將軍王昶的後代，其先祖永嘉之亂後遷往南方，隋末跟隨唐高祖李淵在太原起事，成為唐朝的開國元從，舉家遷往長安。王榮的祖父王思獻、父親王崇俊，均擔任高級武官。王榮是王崇俊的長子。
唐肅宗在位初年，王榮由於其父「勤勞於國」而被授予左龍武軍司戈。唐代宗廣德初年轉任本軍中候，不久又遷同州伏龍府折衝都尉，賜紫金魚袋。广德元年（763年），吐蕃軍隊攻陷長安，代宗出逃陝州，王榮與父親王崇俊做為侍從跟隨代宗左右，代宗授予王榮陝府元從、遊擊將軍、守左龍武軍馮翊府左郎將、上柱國、太原縣開國伯、食邑七百戶，並將故右龍武軍將軍李敬照長女李氏賜予王榮成婚。數年後，遷為右神武軍翊府中郎將，尋改為右清道率府率。
建中四年（783年），泾原兵变，唐德宗逃往奉天（今陕西乾县），乱军拥立朱泚为主，王榮在此期間一直護衛德宗，參與平定朱泚的作戰，被封為武威郡王，食邑三千戶，實封五百戶。興元元年（784年），朱泚被平定，王榮因戰功被授予奉天定難功臣、雲麾將軍、守右監門衛率府率，充左龍武軍南仗使。貞元八年（792年）轉任左內率府率，軍職如故。又補左龍武軍通直將軍，貞元末年拜左龍武軍事。
唐順宗即位，王榮因冊立之重被拜為御史中丞，又加鎮軍大將軍，賜一子正員八品，改贈王崇俊太子太保。唐憲宗即位後，遷左龍武軍大將軍、兼御史大夫，成為北衙禁軍六軍之首。元和二年（807年），王榮病逝，享年五十六歲。

## 歷任官職
- 唐肅宗初，授左龍武軍司戈。
- 廣德元年（763年），轉左龍武軍中候。
- 同年，遷同州伏龍府折衝都尉，賜紫金魚袋。
- 廣德二年（764年），授陝府元從、遊擊將軍、守左龍武軍馮翊府左郎將、上柱國、太原縣開國伯、食邑七百戶。
- 大曆中，遷右神武軍翊府中郎將。
- 大曆中，改右清道率府率。
- 建中四年（783年），封武威郡王，食邑三千戶，實封五百戶。
- 興元元年（784年），授奉天定難功臣、雲麾將軍、守右監門衛率府率、充左龍武軍南仗使。
- 貞元八年（792年）轉左內率府率，軍職如故。
- 貞元中，補左龍武軍通直將軍。
- 貞元末，拜左龍武軍事。
- 永貞元年（805年），拜御史中丞，加鎮軍大將軍。
- 元和元年（806年），遷左龍武軍大將軍、兼御史大夫，鎮軍大將軍如故。
- 元和二年（807年）十月二十一日，薨於長安道政里私第，享年五十六。

## 評價
戴少平《鎮軍大將軍王榮神道碑》：「公累官十任，曆事五朝。謀猷克申，威惠斯在。猶以遺訓，貽乎子孫。身後之儀，靡不詳告。有始有卒，公其得之。」

## 家族
曾祖
- 王元，越州長史。

祖父
- 王思獻，唐元功臣、行右龍武軍大將軍。

父
- 王崇俊，開府儀同三司、行左龍武軍大將軍事、莒國公、兼京城功德使，贈太子太保。

妻
- 隴西郡夫人李氏，右龍武軍將軍李敬照長女。

子
- 王諒，朝散郎、行左內率府錄事參軍、太原縣開國公